# 板東サンデー
『板東サンデー』（ばんどうサンデー）は、CBCラジオで2018年4月8日から2020年3月29日まで放送したトーク番組。板東英二の冠番組でもある。

## 放送時間
- 毎週日曜日13:00 - 15:00（2018年4月8日 - 9月30日）
  - この時期のみ生放送を実施。
- 毎週日曜日 13:00 - 14:00（2018年10月7日 - 2020年3月29日）
  - 放送時間の短縮を機に、収録放送へ移行。

NPBのレギュラーシーズン中に『CBCドラゴンズスペシャル』として13:00（または13:30開始）のデーゲームを中継する場合や、年末年始に特別編成を実施する場合には、放送枠の完全スライドで対応していた。

## 出演者

### パーソナリティ
- 板東英二
  - CBC（旧中部日本放送）専属の野球解説者だった1975年前後に、『OH!サンデー』（毎週日曜日の13:00 - 17:00に編成されていたCBC制作の公開生放送番組）のレギュラー出演者として、東海地方で高い人気を博していた。同局が制作するラジオ番組へのレギュラー出演は、『ばつぐんジョッキー』月曜日のパーソナリティを1984年3月に降板して以来34年振りであった。
- 加藤由香（CBCテレビアナウンサー）

### 主なゲスト
板東がCBCの野球解説者に就任するまで中日ドラゴンズの投手であったことから、中日OBの野球解説者を中心に出演。

#### 放送終了時点
- 小松辰雄（CBC野球解説者、元・中日投手） - 最多出演。
- 彦野利勝（CBC野球解説者、元・中日外野手）
- 久野誠（フリーアナウンサー、CBC→CBCテレビの元・スポーツアナウンサー） -  同局への在籍中は加藤の上司だった。

#### 過去
- 高木守道（元・中日内野手・コーチおよび一軍監督）
  - 板東の中日投手時代のチームメイト（板東の1歳年下）だった縁で、番組開始から2020年1月12日放送分まで定期的に出演していた。同月17日に78歳で急逝したため、当番組では同月19日に高木への追悼企画を放送した。

## コーナー
- 板東サンデー球辞林
野球に関するキーワードを毎回一つ取り上げ、ゲストととことん語り合う。
- 板東英二ミュージックスタジアム
板東やゲストの思い出の曲を紹介。
- 板東英二栄光のプロ野球名鑑
プロ野球界の偉大な人物について語り合う。
- 板東英二に聞きたいんやー
板東、ゲストへの質問を紹介。
- 板東英二 歴史の1ページ
昭和、平成と生きてきた坂東の若かれし昭和時代とその時代のエピソード野球の歴史を振り返りながら当時の大ヒット曲を紹介。

| CBCラジオ 日曜 13:00 - 14:00         | CBCラジオ 日曜 13:00 - 14:00                | CBCラジオ 日曜 13:00 - 14:00                                     |
| 前番組                               | 番組名                                      | 次番組                                                           |
| ------------------------------------ | ------------------------------------------- | ---------------------------------------------------------------- |
| 大谷ノブ彦のキスころ (13:00 - 15:00) | 板東サンデー (2018年4月8日 - 2020年3月29日) | カトリーナの全部全力!                                            |
| CBCラジオ 日曜 14:00 - 15:00         |                                             |                                                                  |
| 大谷ノブ彦のキスころ (13:00 - 15:00) | 板東サンデー (2018年4月8日 - 9月30日)       | 神谷明 TALK!×3 (14:00 - 14:30)亀渕昭信のお宝POPS (14:30 - 15:00) |